# Volksbank im Hochsauerland
Die Volksbank im Hochsauerland eG ist eine deutsche Genossenschaftsbank mit Sitz in der nordrhein-westfälischen Gemeinde Eslohe (Sauerland) im Hochsauerlandkreis.

## Geschichte
Die Bevölkerung litt im 19. Jahrhundert unter Missernten und Hungersnöten. Besonders betroffen waren die Bauern und kleinen Unternehmen. Sie waren oft auf private Geldverleiher angewiesen, wodurch sich viele überschuldeten und dadurch ihre wirtschaftliche Existenz verloren.
Unter dem Einfluss von Pfarrer Johannes Dornseiffer wurde am 10. September 1882 der Esloher Darlehnskassenverein eingetragene Genossenschaft in Eslohe (Sauerland) gegründet. Im Gründungsprotokoll ist vermerkt, dass 27 Mitglieder unter der Leitung des Vorsitzenden Winter an diesem Tag zur ersten Generalversammlung zusammentraten. Die Entwicklung der Darlehnskassenvereine im Sauerland schritt in den folgenden Jahren  voran. 1891 wurde ein Darlehnskassenverein in Wenholthausen mit 56 Mitgliedern gegründet. Ein Jahr später erfolgte die nächste Gründung in Cobbenrode mit 94 Mitgliedern, 1895 eine Gründung in Remblinghausen mit 68 Mitgliedern und 1896 eine Gründung in Reiste mit 69 Mitgliedern.
1947 erfolgte die Umbenennung in Spar- und Darlehenskasse Eslohe e.G.m.u.H. 1967 fusionierte die Spar- und Darlehnskasse Eslohe e.G.m.b.H. mit der Spar- und Darlehnskasse Cobbenrode e.G.m.b.H. mit dem Sitz in Cobbenrode.
Nach Inkrafttreten des neuen Kreditwesengesetzes (1972) hätten kleinere Banken Probleme bekommen alle Vorschriften zu erfüllen. So gab es z. B. die Vorschrift, dass ein Kreditinstitut mindestens zwei Geschäftsleiter haben muss, welche dann die Gesamtverantwortung für alle Handelsaktivitäten der Bank tragen. So planten die aus den Nachbarorten stammenden Rendanten  Heinz Bäumer, Gerhard Engel und Heiner Schmitt, eine gut aufgestellte Bank aus ihren bis dahin kleinen Banken zu bilden. 1971 fusionierten die Spar- und Darlehnskasse Reiste eGmbH mit dem Sitz in Reiste, die Spar- und Darlehnskasse eGmbH Kirchrarbach  mit Sitz in Kirchrarbach, die Spar- und Darlehnskasse Remblinghausen eGmbH mit Sitz in Remblinghausen und die Spar- und Darlehnskasse Westernbödefeld eGmbH mit Sitz in Westernbödefeld zur Spar- und Darlehnskasse Reiste eGmbH. 1972 folgte dann die Fusion mit der Spar- und Darlehnskasse Wenholthausen eGmbH mit Sitz in Wenholthausen. 1975 firmierte die so gewachsene Spar- und Darlehnskasse Reiste eG dann zur Volksbank Reiste eG um.
Zum 30. Juni 1977 fand die Fusion der Volksbank Reiste e.G. mit der Spar- und Darlehnskasse Eslohe eG zur Volksbank Reiste-Eslohe eG statt. 2001 wurde der Sitz von Reiste nach Eslohe (Sauerland) verlegt. Im Jahre 2019 fusionierte die Bank mit der Volksbank Marsberg eG mit dem Sitz in Marsberg, und der Spar- und Darlehnskasse Oeventrop eG mit dem Sitz in Oeventrop. Seither heißt die Bank Volksbank im Hochsauerland eG. Die Volksbank Marsberg eG fusionierte im Jahr 1978 bereits mit der Volksbank Westheim e.G. mit dem Sitz in Westheim.

## Rechtsverhältnisse
Die Volksbank im Hochsauerland eG ist im Genossenschaftsregister beim Amtsgericht Arnsberg unter GnR 142 eingetragen.

## Organisationsstruktur
Rechtsgrundlagen sind das Genossenschaftsgesetz und die durch die Vertreterversammlung beschlossene Satzung. Organe der Bank sind der Vorstand, der Aufsichtsrat und die Vertreterversammlung.

## Sicherungseinrichtung
Die Volksbank im Hochsauerland eG ist der amtlich anerkannten Sicherungseinrichtung des Bundesverbandes der Deutschen Volksbanken und Raiffeisenbanken GmbH und der zusätzlichen freiwilligen Sicherungseinrichtung des Bundesverbandes der Deutschen Volksbanken und Raiffeisenbanken e.V. angeschlossen.

## Geschäftsausrichtung
Die Volksbank im Hochsauerland eG betreibt das Universalbankgeschäft. Im Verbundgeschäft arbeitet sie mit der DZ Bank, R+V Versicherung, Bausparkasse Schwäbisch Hall, Teambank, VR Leasing, DZ Hyp und der Union Investment zusammen. 

## Geschäftsgebiet
Das Geschäftsgebiet liegt im Südwesten und Osten des Hochsauerlandkreises.
An diesen Orten betreibt die Bank Filialen:
- Eslohe (Sauerland) (Hauptstelle, jur. Sitz)
- Reiste (Geschäftsstelle)
- Remblinghausen (Geschäftsstelle)
- Bödefeld (Geschäftsstelle)
- Marsberg (Geschäftsstelle)
- Bredelar (Geschäftsstelle)
- Westheim (Geschäftsstelle)
- Oeventrop (Geschäftsstelle)